# Col de l’Iseran
Col de l’Iseran (2770 m n.p.m.) – przełęcz w Alpach Graickich, we Francji. Oddziela grupę górską Vanoise (na zachodzie) od Alp Graickich (na wschodzie), stanowiąc jednocześnie połączenie między źródłowymi odcinkami dolin rzek: Isère na północy i Arc na południu.
Przełęcz stanowi używane od dawna przejście z regionu Tarentaise w dolinie Isère do regionu Haute Maurienne w dolinie Arc. W 1937 r. Prezydent Republiki Albert Lebrun uroczyście otworzył drogę przez przełęcz Iseran (dziś droga D 902 z Bourg-Saint-Maurice do Lanslebourg-Mont-Cenis). Przejazd nią stał się szybko jedną z głośnych atrakcji turystycznych w tej części Alp i celem wielu automobilistów. Stanowi ona najwyższy punkt wielkiej trasy turystycznej, wiodącej wzdłuż najpiękniejszych pasm Alp Francuskich, tzw. (franc.) Route des Grandes Alpes.
Tuż pod siodłem przełęczy wznosi się przysadzista, wybudowana z kamienia w 1939 r. kaplica pod wezwaniem Notre Dame-de-l’Iseran.
Do chwili obecnej Col de l’Iseran to najwyżej położona przełęcz drogowa we Francji i w całych Alpach, przez którą wiedzie publiczna droga o nawierzchni bitumicznej. Jest wprawdzie w Alpach wiele wyżej poprowadzonych dróg, są to jednak drogi bite lub niepubliczne. Jest także wyżej poprowadzona droga asfaltowa na stokach Col de la Bonette (2860 m n.p.m.) w grupie górskiej Mercantour w Alpach Nadmorskich, jednak jej najwyższy punkt (2802 m n.p.m.) nie wypada na przełęczy.
Droga przez Col de l’Iseran jest otwarta od początku czerwca do września, jednak praktycznie przez cały rok na jej poboczach leżą pryzmy śniegu. Podziwianiu widoków (ograniczonych zresztą tylko do najbliższych szczytów) przeszkadza tu też zwykle wiejący porywisty, zimny wiatr z północy. Dobre punkty widokowe znajdują się nieco poniżej przełęczy, po obu jej stronach: Belvédère de la Tarentaise (2528 m n.p.m.) po stronie północnej oraz Belvédère de la Maurienne (2503 m n.p.m.) po stronie południowej.

## Galeria

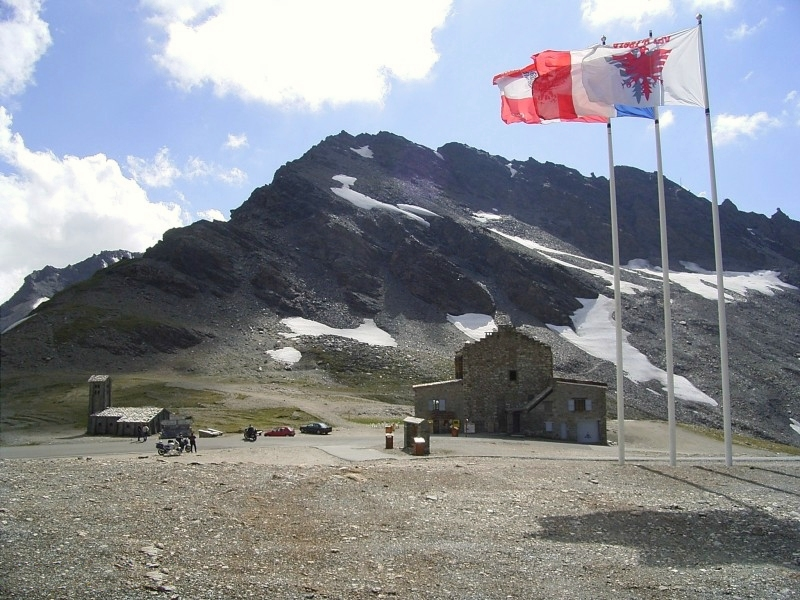
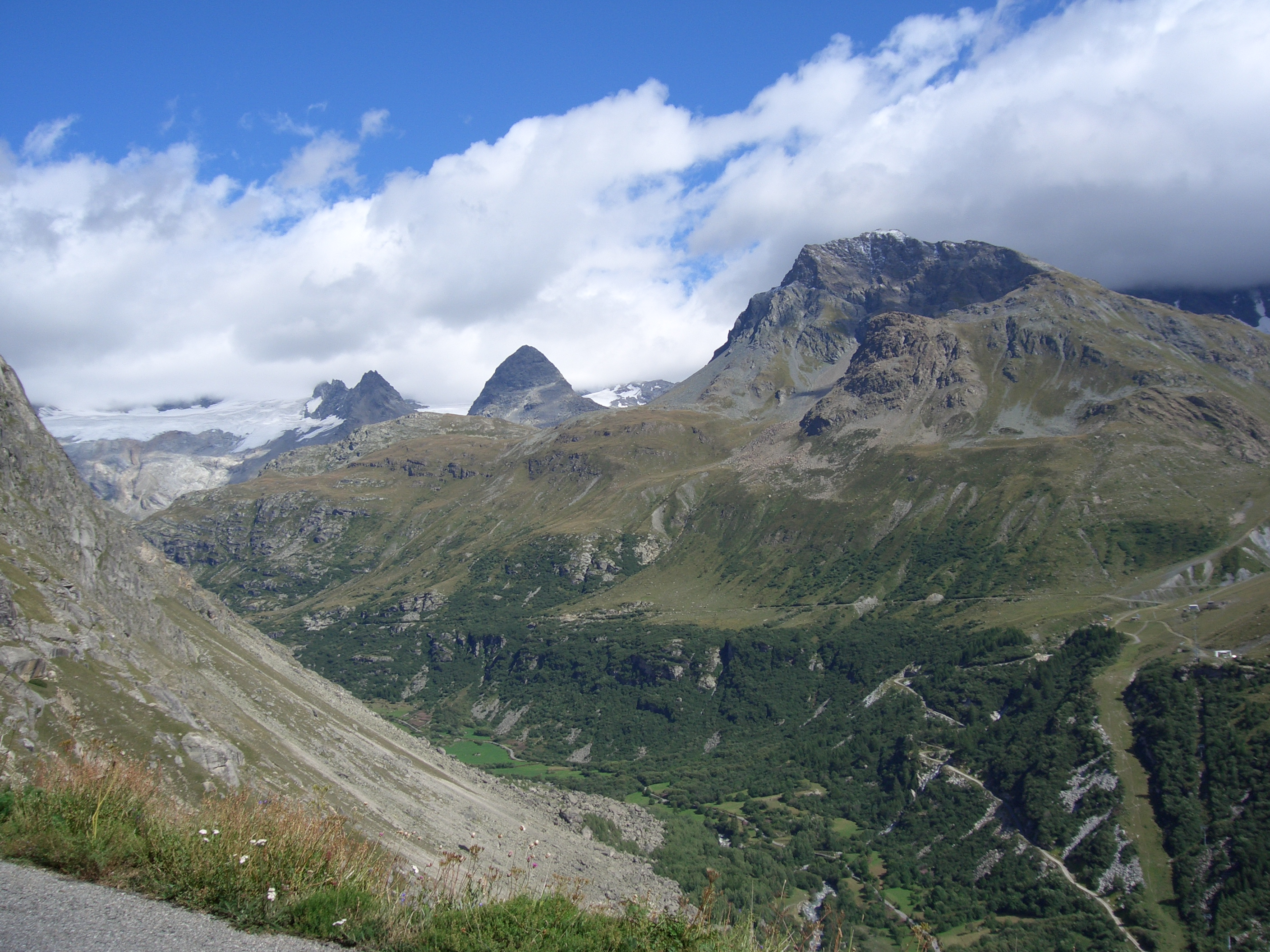
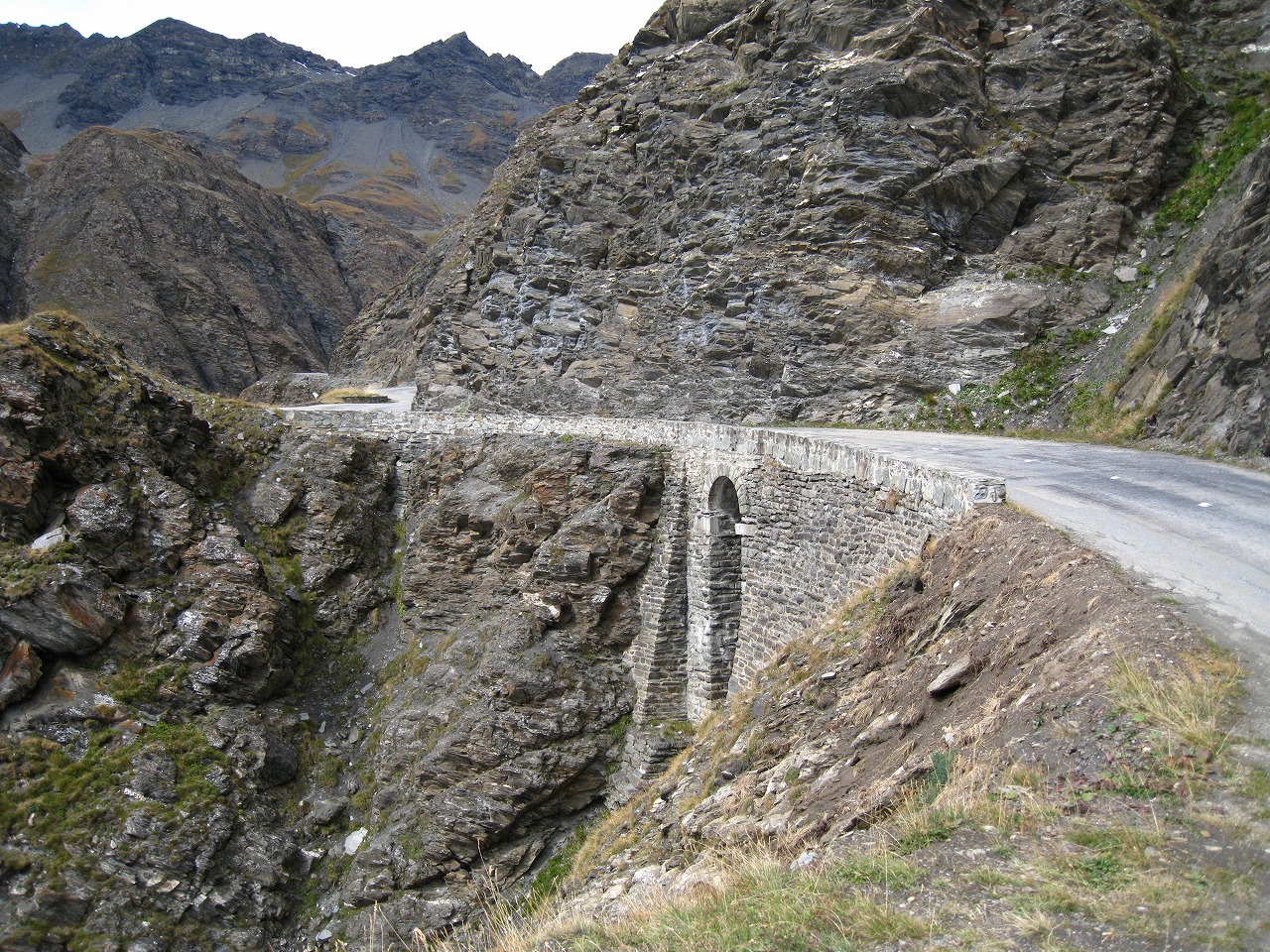